# 龙王乡 (农安县)
龙王乡，是中华人民共和国吉林省长春市农安县下辖的一个乡镇级行政单位。
邮编，130218。

## 行政区划
龙王乡下辖以下地区：
同心村、小榆树村、崔家桥村、一心村、太平池村、良种村、翁克村、联合村、大兴堂村、于家洼子村、沙岗村、永久村和新民村。